# غونزالو مارونكل
غونزالو مارونكل (بالإسبانية: Gonzalo Damian Marronkle)‏ (14 نوفمبر 1984 بقرطبة في الأرجنتين - ) هو لاعب كرة قدم أرجنتيني في مركز الهجوم. لعب مع ديفنسا خوستيكا ولوس أنديس ونادي لانوس ونادي هانوي لكرة القدم وF.C. Marco ‏ ونادي تشافيس.

## وصلات خارجية
- غونزالو مارونكل على موقع قاعدة بيانات كرة القدم.إي يو (الإنجليزية)
- غونزالو مارونكل على موقع Soccerway.com (الإنجليزية)